# Comté de McPherson (Dakota du Sud)
Pour les articles homonymes, voir Comté de McPherson.
Le comté de McPherson est un comté situé dans l'État du Dakota du Sud, aux États-Unis. En 2010, sa population est de 2 459 habitants. Son siège est Leola.

## Histoire
Créé en 1873, le comté est nommé en l'honneur du brigadier général James B. McPherson, mort durant la guerre de Sécession.

## Villes du comté
- Cities :
  - Eureka
  - Leola
- Towns :
  - Hillsview
  - Long Lake
  - Wetonka

## Démographie
Selon l'American Community Survey, en 2010, 75,97 % de la population âgée de plus de 5 ans déclare parler l'anglais à la maison, 23,28 % l'allemand, 1,62 % l'espagnol et 0,76 % une autre langue.
| 1890  | 1900  | 1910  | 1920  | 1930  | 1940  |
| ----- | ----- | ----- | ----- | ----- | ----- |
| 5 940 | 6 327 | 6 791 | 7 705 | 8 774 | 8 353 |

| 1950  | 1960  | 1970  | 1980  | 1990  | 2000  |
| ----- | ----- | ----- | ----- | ----- | ----- |
| 7 071 | 5 821 | 5 022 | 4 027 | 3 228 | 2 904 |

| 2010  | - | - | - | - | - |
| ----- | - | - | - | - | - |
| 2 459 | - | - | - | - | - |